# 304-й гвардейский отдельный дальнеразведывательный авиационный полк
304-й гвардейский отдельный дальнеразведывательный Краснознамённый авиационный полк — подразделение Военно-воздушных сил (ВВС) ВМФ СССР и РФ, существовавшее с 1961 по 1993 год

## Наименования полка
Действительное наименование:
- 867-й минно-торпедный авиационный полк
- 867-й гвардейский минно-торпедный Краснознамённый авиационный полк
- 867-й гвардейский отдельный дальнеразведывательный Краснознамённый авиационный полк
- 304-й гвардейский отдельный дальнеразведывательный Краснознамённый авиационный полк

Условное наименование — войсковая часть 39186

## Задачи полка
Визуальная и радиотехническая разведка в дальней океанской зоне, обеспечение запуска космических аппаратов, а также целеуказание ракетным комплексам на кораблях и подводных лодках. Зона ответственности полка: центральная часть Тихого океана, Арктика, Индийский океан, Южно-Китайское и Филиппинское моря.

## История полка

### Формирование
867-й минно-торпедный авиационный полк был сформирован 1 октября 1961 года на аэродроме Николаевка, в соответствии с директивами ГШ ВМФ № ОМУ/4/9650 от 19.08.1961 года и № ОМУ/4/9653 от 26.08.1961 года. 21.12.1961 года, в соответствии с директивой ГШ ВМФ № ОМУ/1/9745 от 21.12.1961 г. в целях сохранения преемственности и унаследования традиций полк получил награды и гвардейское звание от расформированного ранее 567-го гв. МТАП 89-й минно-торпедной Сейсинской дивизии. На вооружении полка были торпедоносцы Ил-28. Полк вошёл в состав 3-й морской ракетоносной дивизии ВВС ТОФ.
4 сентября 1965 года 867-й гв. минно-торпедный Краснознамённый авиационный полк, базировавшийся на аэродроме Николаевка, был переформирован в 867-й гв. отдельный дальнеразведывательный Краснознамённый авиационный полк. Вместо торпедоносцев полк переучился на самолёты разведки и целеуказания Ту-95РЦ. После переформирования полк убыл к новому месту дислокации — на аэродром Хороль. До 1969 года в полк поступило 22 самолёта Ту-95РЦ, что позволило укомплектовать три авиационные эскадрильи.
15 июля 1971 года 867-й гвардейский отдельный дальнеразведывательный авиационный полк был переименован в 304-й гвардейский отдельный дальнеразведывательный Краснознамённый авиационный полк, без изменения места дислокации.

### Боевая служба и работа полка
В 1970 году полк принимал участие в учениях «Океан».
Начиная с 1971 года экипажи полка ежегодно командируются в Ташкент, откуда они вылетают на воздушную разведку в акваторию Индийского океана через воздушное пространство Ирана.
С 1976 года экипажи полка стали командироваться в Сомали. В этом же году на базе 304-го полка начато формирование 310-го отдельного противолодочного полка дальнего действия.
Весной 1979 года экипажи полка участвовали в операции советского ВМФ по изоляции водного района. В это время шла война Китая против Вьетнама и Тихоокеанский флот СССР блокировал выход в море Китайского флота, с целью предотвращения эскалации военного конфликта в юго-восточной Азии. Затем были достигнуты международные договорённости между правительствами СССР и Вьетнама и полку была поставлена задача боевой работы с вьетнамских аэродромов Дананг и Камрань. Начались командировки на эти аэродромы численностью до авиационного отряда (4 экипажа).
В 1982 году из 304-го ОДРАПа в состав вновь формируемого 169-го смешанного АП были переданы 4 самолёта Ту-95РЦ, где они сформировали авиационный отряд. 169-й гв. САП убыл к новому месту дислокации — на аэродром Камрань в ДРВ.
В 1984—1985 году 304-й ОДРАП временно базировался на аэр. Кневичи, в связи с реконструкцией взлётно-посадочной полосы аэр. Хороль по программе многоразового космического корабля «Буран».
В декабре 1986 года 134-я гв. ОДРАЭ на аэр. Пристань была расформирована. Люди и техника были переведены на аэр. Хороль, на пополнение 304-го гв. ОДАП, где таким образом была сформирована третья авиационная эскадрилья, вооружённая самолётами-разведчиками Ту-16Р и Ту-16РМ.
1.12.1993 года 304-й ОДРАП на аэр. Хороль был расформирован, авиационная техника была передана в 3723-ю авиационную базу хранения и разделки АТ, где в дальнейшем самолёты были разобраны на металл. Причинами расформирования полка послужил износ и моральное старение авиационной техники, в совокупности с изменившейся военно-политической обстановкой в мире.

## Командиры полка
- Смирнов В. А. (1961—1968 гг.)
- Юрчиков А. М. (1968—1971 гг.)
- Тараненко Ю. М.(1971—1976 гг.)
- Гречко А. А. (1976—1984 гг.)
- Морозов Ю. В. (1984—1988 гг.)
- Максимов В. П. (1988—1992 гг.)
- Скворцов Н. Г. (1992 г.- погиб)
- Матушкин А. В.(И.О. командира полка 1992—1993 гг).
- Котов А. Н. (ЗК полка, в 1993 году до расформирования)

## Авиатехника полка
Ту-95РЦ, Ту-16Р, Ту-16РМ.

## Аварии и катастрофы
- 20.7.1967 год. Катастрофа самолета Ту-95РЦ, экипаж майора М. Фахранурова. Отказ двигателя на взлёте с последующим сваливанием.
- 10.01.1978 года при выполнении вылета на боевую службу в Тихий океан потерпел катастрофу Ту-95РЦ с экипажем майора Вейшнарович Г. П. Самолёт упал в море восточнее Японского архипелага, причина не установлена.
- 25.08.1986 года, при выполнении вылета на воздушную разведку в Тихий океан при взлете с аэродрома Кневичи потерпел катастрофу самолет Ту-95РЦ, экипаж майора Столярова. Из-за самопроизвольного ухода руля направления самолёт упал через 2 мин. 47 сек после взлёта.